# 戰術訓練大樓

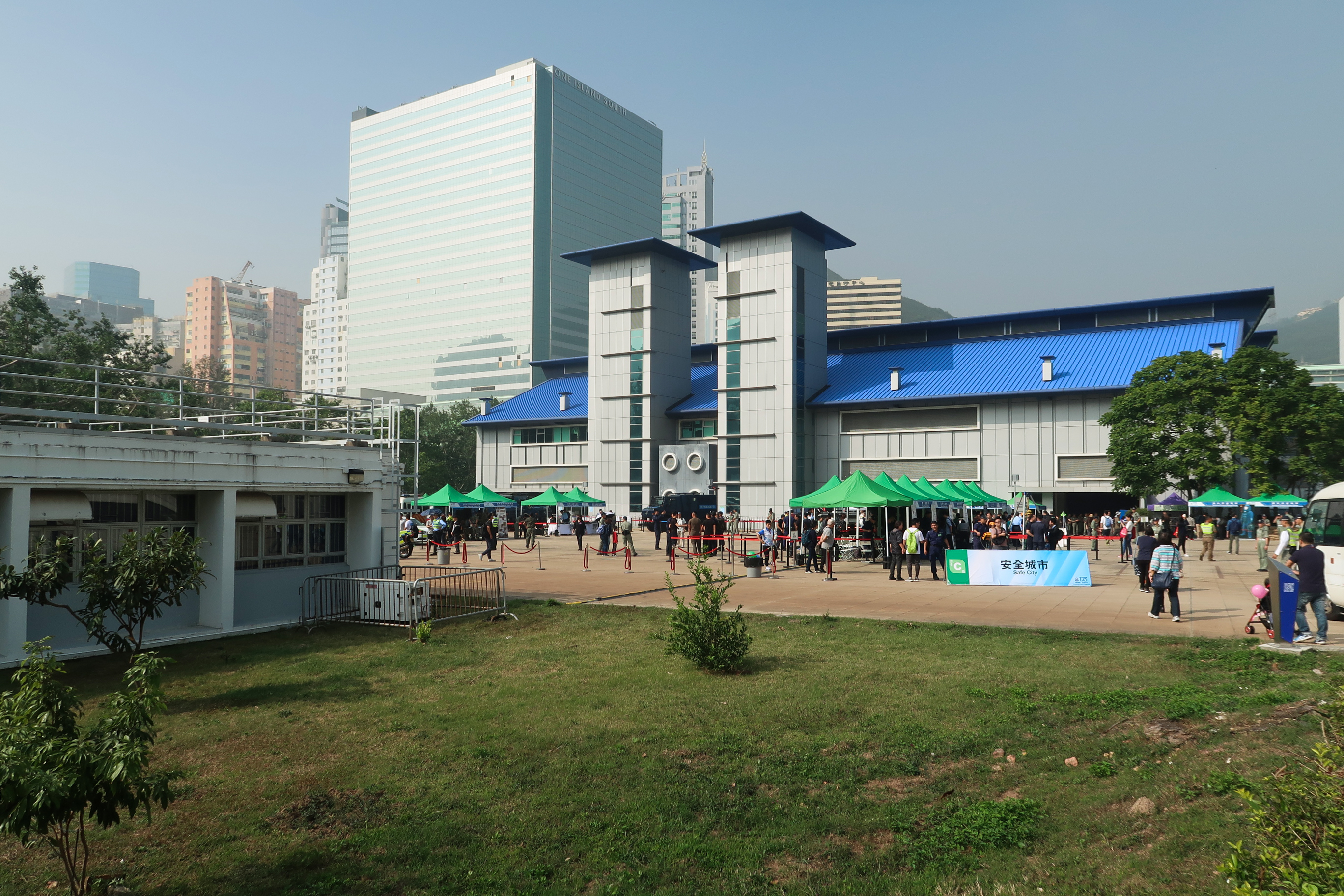
戰術訓練大樓外貌

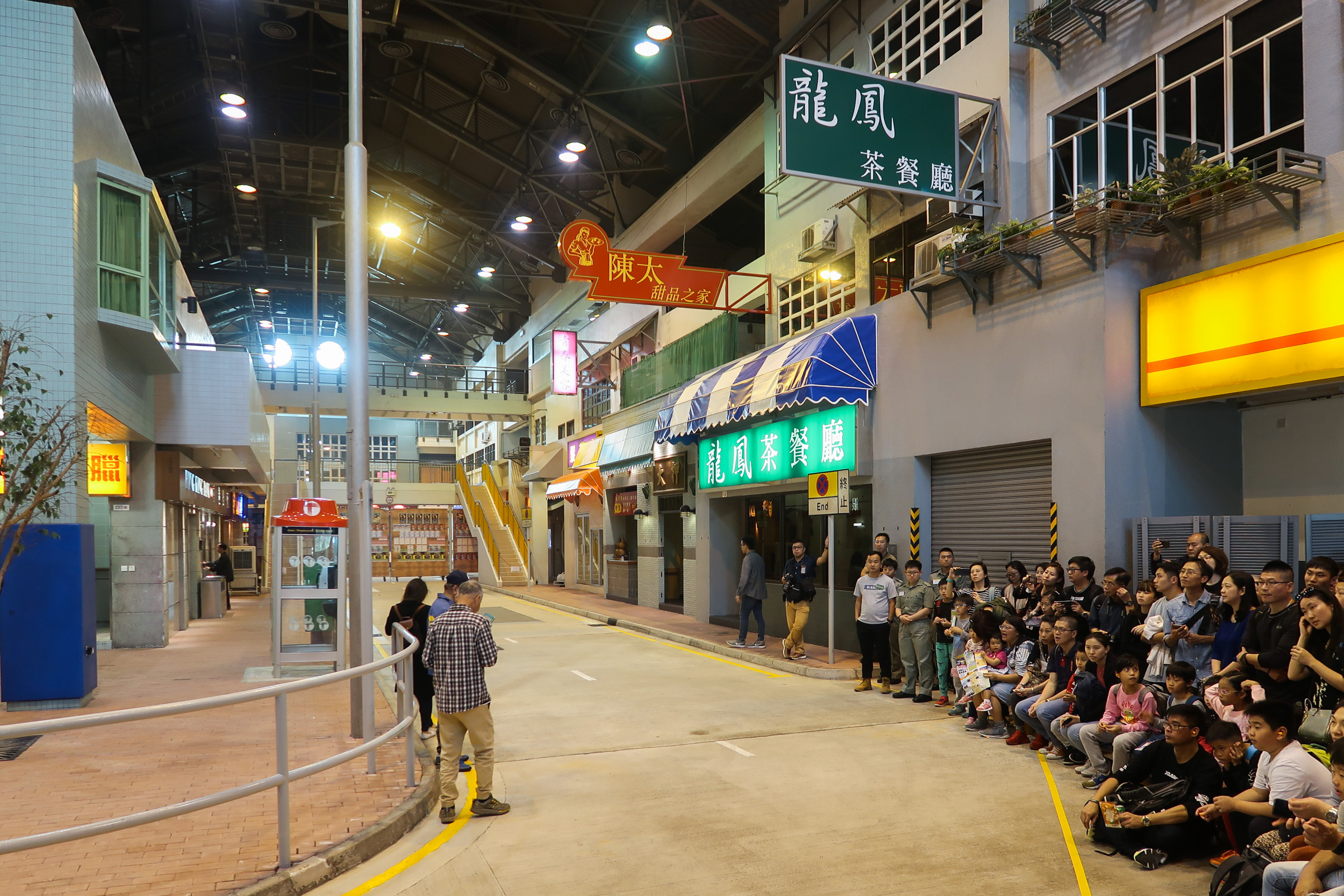
戰術訓練大樓內模擬香港街道的環境

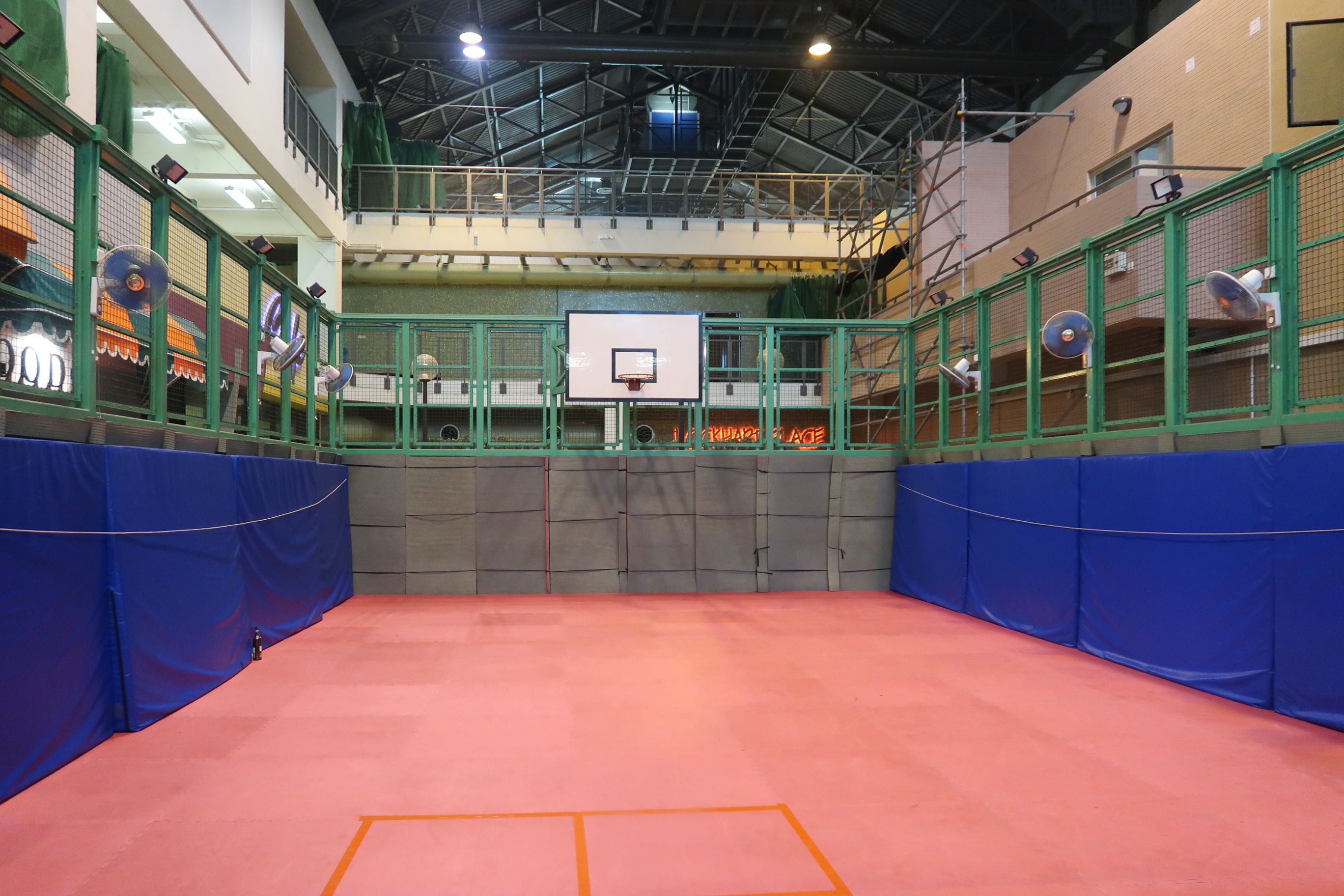
戰術訓練大樓內的籃球場

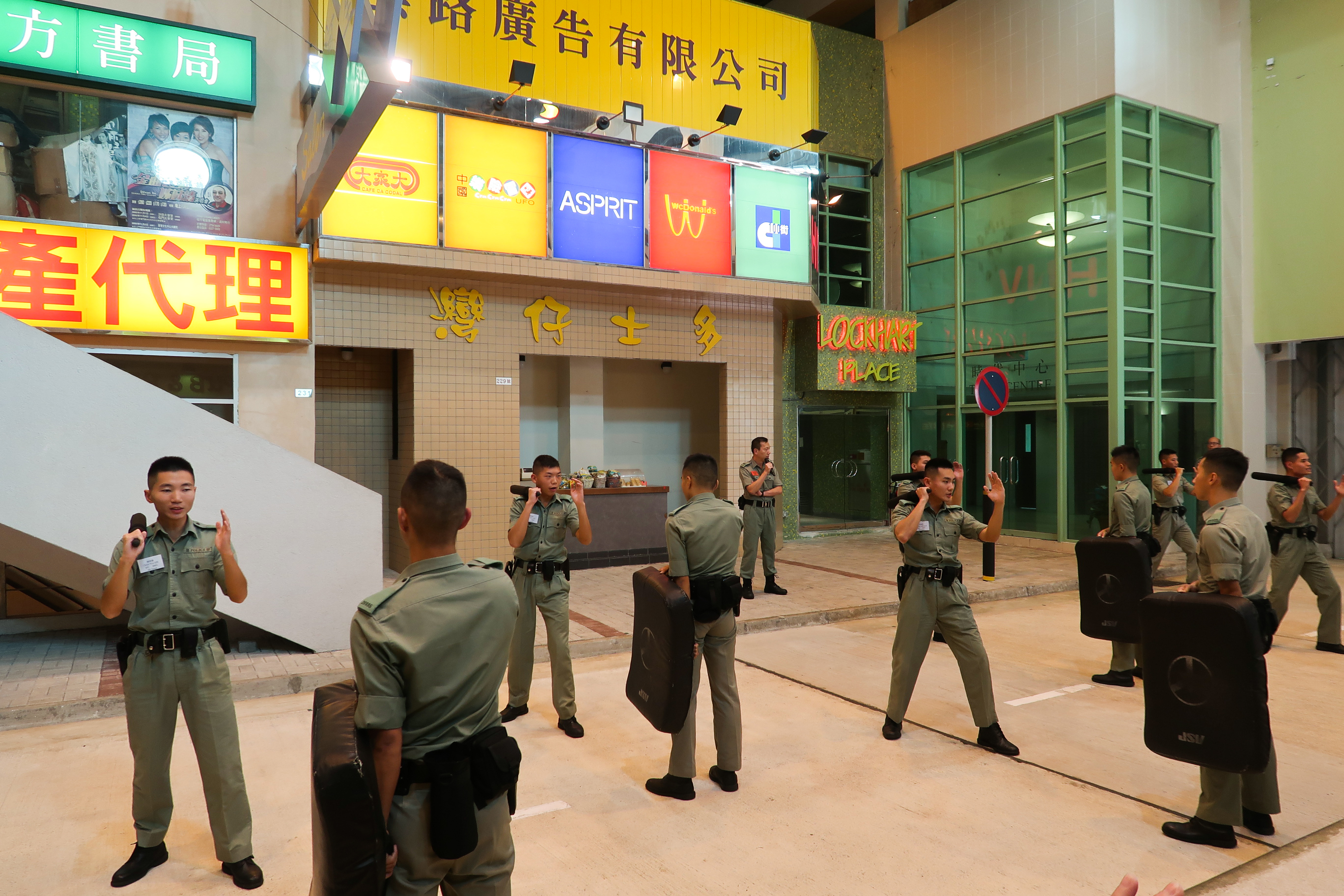
2019年1月舉行的「香港警隊175周年大匯演暨警民同樂日」，學堂警員進行使用警棍練習

戰術訓練大樓（英語：Tactical Training Complex，縮寫：TTC）位於香港香港島南區黃竹坑海洋公園道18號香港警察學院院內，於1998年動工，耗資1億6千萬港元，於2001年11月16日正式啟用，設有兩層行動訓練區，樓面面積達6,655平方米，是全世界首座模擬真實環境的室內戰術訓練場館，有關設計亦是當年世界首創。這項施設的投入，使到香港警務人員成為世界上最有準備及經驗處理街頭罪案的警務人員。

## 設施
- 主樓：戰術訓練大樓的行動訓練區設有模擬香港街道、大廈以至港鐵場所，使到訓練更加真實，下分為5個主要訓練區：商業區、住宅區、港鐵、市區公園及樓梯。主要戶外設施包括商場和公共房屋等等，室內設施則包括銀行、的士高、酒吧、食肆、酒樓、鐵路站（以港鐵灣仔站為藍本）、列車車廂、籃球場、商店、辦公室及大堂等等。戰術訓練大樓設施包括訓示室、看台、課室、儲物房、無線電控制的閃現靶以及閉路電視系統等等。戰術訓練大樓的中央控制室可以透過調節燈光、通風系統及播放預先錄製的街頭聲音，以模擬日夜間不同的情景。昇高了的觀察走廊，讓教官可以在不受干擾的情況下觀察學員的表現。另一方面，大樓設有一套擁有32個攝影機的閉路電視系統，以便在每次訓練完成後作出檢討。模擬的訓練場面包括挾持人質、銀行劫案、進入房間、截查車輛、沿梯技巧及地氈式搜查等等[2][3]。
- 樓梯塔：兩座各樓高5層，用作樓宇式等模式的巡邏及掃蕩訓練等等。

## 訓練
警察訓練學校每年提供平均最少50,000小時的戰術訓練予所有學習警員以及在職警員，使用武力的訓練包括3個基本部分：在傳統的練靶場進行射擊訓練；透過體能和自衛訓練教導學習警員在不使用槍械的情況下，以警棍和手銬制服疑匪；最後是戰術訓練，讓學習警員得以實踐在課堂上所學的理論。